# Lancia Kappa (1919)
De Lancia Kappa is een personenwagen die van 1919 tot 1922 geproduceerd werd door de Italiaanse autofabrikant Lancia. Het was het eerste model dat Lancia uitbracht na de Eerste Wereldoorlog als opvolger van de Lancia Theta.
De Kappa werd aangedreven door een 4.940 cc vier-in-lijnmotor met aparte cilinderkop en zijkleppen die 70 pk produceerde, goed voor een topsnelheid van 125 km/u. Het motorvermogen werd overgebracht naar de achterwielen via een handgeschakelde vierversnellingsbak. Het chassis was voorzien van een vaste voor- en achteras op bladveren. De remmen werkten op de transmissie en de achterwielen.
Huidige modellen:
Ypsilon
Recente modellen:
Dedra · 
Delta · 
Flavia · 
K · 
Lybra ·
Musa · 
Phedra ·
Prisma · 
Thema · 
Thesis · 
Trevi ·
Voyager - 
Y · 
Y10 · 
Z
Historische modellen na de Tweede Wereldoorlog:
2000 · 
Appia · 
Aurelia · 
Beta · 
D20 · 
D23 · 
D24 · 
D25 · 
D20 · 
Flaminia · 
Flavia · 
Fulvia · 
Gamma · 
Stratos
Historische modellen tijdens het Interbellum:
12 cil V · 
Aprilia · 
Ardea · 
Artena · 
Astura · 
Augusta · 
Dikappa · 
Dilambda · 
Kappa · 
Lambda · 
Trikappa
Historische modellen voor de Eerste Wereldoorlog:
Alfa · 
Beta 15/20HP · 
Dialfa · 
Didelta · 
Delta 20/30HP · 
Epsilon · 
Eta · 
Gamma 20HP · 
Theta · 
Zeta 12/15HP